# Paraphlebia hyalina
Paraphlebia hyalina là loài chuồn chuồn trong họ Megapodagrionidae. Loài này được Brauer mô tả khoa học đầu tiên năm 1871.